# 정치학 (아리스토텔레스)

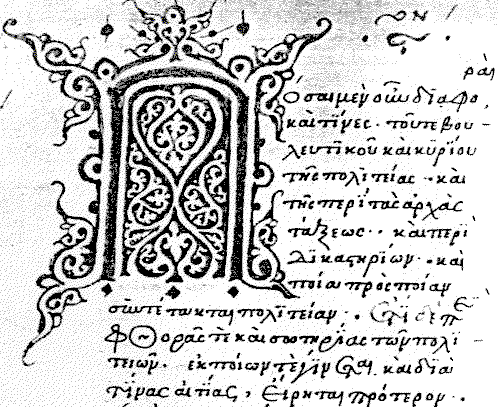

정치학(고대 그리스어: Πολιτικά, Politics)은 기원전 4세기 그리스의 철학자 아리스토텔레스가 쓴 정치 철학 저서이다. 학두기(學頭期)에 강의한 초고로, 전체 8권으로 이루어져 있다. 다만 2권, 3권, 7권, 8권(미완성)은 아카데미아 시절의 것이라고 한다.

## 내용

### 1권
1권은 서론으로서 가정과 마을의 상대적 공동체 개념으로서 도시(폴리스) 또는 ‘정치적 공동체’(koinōnia politikē)의 정의와 구성에 대하여 논했다. 국가의 고찰에는 분석적, 발생적 방법이 쓰였다. 국가의 최소 부분인 가정은 일상생활을 위하여 자연적으로 구성되는, 즉 생산을 위한 한 쌍의 남녀와 주인과 노예의 상호보전적인 결합으로 성립된다. 이어 하나 이상의 가정에서 마을이 되고, 하나 이상의 마을에서 보다 나은 생활을 위하여 자족적인 공동체가 성립한다. 이것이 폴리스이다. 그러므로 자연의 궁극적 목적인 국가는 자연적 존재이기 때문에 인간은 태어나면서부터 자연적으로 국가적(사회적) 동물이라고 하는 것이다. 또한 전체는 부분보다 우선하는 것이 필연적이므로 국가는 가족이나 개인보다 우선한다고 강조된다. 공동할 수 없는 것이나 공동을 필요로 하지 않는 것은 국가의 부분이 아니며 그것은 새나 짐승이 아니면 신이라고 한다.
3장 이하에서 주인과 노예의 관계가 거론된다. 지배와 피지배는 자연적, 필연적이어서 유용하다는 확신 아래 노예 지배를 도덕적으로도 정당화하려고 한다. 결국 노예란 살아 있는 도구이며 가축 정도밖에 유용하지 않다. 이에 대하여 자유인은 전쟁과 평화의 일을 가져서 국민생활에 유용하다고 한다. 다시 주인과 노예의 바른 구별은 덕과 부덕에 의한다고도 한다. 또한 부녀자에게는 남자와 다른 덕을 인정하고 있다.

### 2권
2권은 플라톤이 말한 이상국의 이론이나 현실의 최선이라고 하는 국가제도(스파르타, 크레타 등)를 비판한다.

### 3권
3권에서는 국민과 국가와 국가제도의 관계를 논한다. 사려의 덕을 가진 훌륭한 지배자 아래서만이 훌륭한 인간과 선량한 국민이 일치한다고 한다.

### 4권
4권에서는 정치학은 현실의 것을 취급하지 않으면 안된다고 하여 현실의 여러 국가제도와 그 변종을 서술한다. 참주제는 최악의 것이고, 과두제는 그 다음, 민주제는 중용을 취한 것이라 하여 “빈부 중간의 안정된 사람들이 인구로 보아 다수인 국가에서 정치하는 자가 중간에 위치하여 생활하기에 충분한 재산을 가지고 있는 것이 가장 좋다”라 하여 결국 중간적 국가제도가 최선이라고 주장한다.

### 5-6권
4권의 다음에는 민주제와 과두제의 조직 방식을 논한 6권이 나온다. 그리하여 5권에서 국제의 변혁을 평론한다. 이익이나 명예 때문에 '균등'이란 잘못된 이해가 원인이 되어 일어난 내란부터 시작된다. 끝으로 플라톤의 <국가>에 있는 변혁에 관한 주기성이 역사적 실제와 맞지 않는다고 비판한다.

### 7-8권
7·8권에서는 최선의 국제가 고찰되는데 전술한 바와 같이 플라토니스트로서의 색채가 짙다. 각 개인의 행복과 국가의 행복은 같은 것이며 최선의 생활은 철학자의 사유 활동이라고 하는 점이 주목된다. 지배자의 교육에 대해서 이지를 목표로 한 인간의 발전 단계에 따라서 먼저 출산, 유아 교육, 음악 중심인 청소년의 학습 내용을 구체적으로 논하면서 미완으로 그치고 있다.
요컨대 《정치학》 전체는 권으로서 부족한 점이 많아 이상론과 현실 기술이 짜여 이루어지면서 말하자면 자연주의적인 덕과 ‘중용론’으로 일관되어 극히 아리스토텔레스적이지만, 그러면서도 윤리학과 마찬가지로 소수자의 신적인 관상(觀想) 생활을 국가 존립의 최선의 목적으로 하고 정점으로 삼은 국가론이, 동시에 노예의 자연필연성과 유용성을 도덕적으로 정당화하고 있는 점은 주목할 만하다.

## 헌법의 분류
아리스토텔레스는 많은 실제 및 이론적인 도시 국가의 헌법을 연구한 후 다양한 기준에 따라 분류했다. 한쪽으로는 공동선을 목표로하기 때문에 진정한 (또는 좋은)것으로 간주되는 헌법들과  다른쪽으로는 도시의 일부의 행복만을 목표로하기 때문에 비뚤어진 (또는 비정상적인)것으로 간주되는 헌법이 있다. 헌법은 행정직들에 참여하는 사람들의 "숫자"에 따라 하나, 몇 개 또는 많은 것으로 분류된다. 아리스토텔레스의 여섯개 요소로 된 분류는 플라톤의 저서 정치가(The Statesman)에서 발견된 것과는 조금 다르다.

## 서지 정보
- 아리스토텔레스 저, 천병희 역, 정치학, 2009
- 아리스토텔레스 저, 김재홍 역, 정치학, 2017